# Ed Sullivan
Edward Vincent Sullivan (Manhattan, 1901. szeptember 28. – Manhattan, 1974. október 13.) amerikai televíziós személyiség, impresszárió, riporter és újságíró, Toast of the Town című varietéműsor vezetője 1948-tól 1971-ig. A műsor címe 1955-ben The Ed Sullivan Showra módosult. Ez számít a leghosszabb ideig futó amerikai televíziós varietéműsornak. David Hinckley kritikus az „utolsó nagyszerű tévéműsornak” nevezte.
Sullivan a televíziós közvetítések úttörőjének számított. A TV Guide „Minden idők 50 legjobb tévésztárja” listáján az ötvenedik helyet szerezte meg.

## Élete
1901. szeptember 28-án született Harlemben, Elizabeth F. és Peter Arthur Sullivan gyermekeként. A New York-i Port Chesterben nőtt fel. Ír származású volt. Egész családja imádta a zenét. Sullivan tehetséges sportoló volt az iskolában.
Karrierjét különféle újságoknál, például a The Port Chester Daily Itemnél, a The Hartford Postnál és a The New York Evening Mailnél kezdte.
1941-ben a Summer Silver Theater nevű rádiós varietéműsor vezetője lett.
1948-ban Marlo Lewis producer meggyőzte a CBS csatorna vezetőit, hogy fogadják fel Sullivant. Műsora eleinte a Toast of the Town címet viselte, ez később The Ed Sullivan Show-ra módosult. A műsor 1948 júniusában debütált, és eleinte negatív kritikákat kapott. Harriet Van Horne például úgy jellemezte Sullivant, hogy „nincs személyisége”. (Sullivan erre a következőt válaszolta: „Kedves Miss Van Horne! Te ribanc. Üdvözlettel: Ed Sullivan.”) 1967-ben a Time magazin a következő kérdést tette fel: „Pontosan mi is Ed Sullivan tehetsége?”.
Ennek ellenére a műsor folytatódott. Fred Allen humorista szerint „Ed Sullivan folytatódni fog addig, amíg valaki tehetségesebb színre nem lép.” Alan King azt mondta: „Ed nem csinál semmit, de sokkal jobban teszi, mint bárki más a tévében.”
Sullivanre jellemző volt az önkritikus humor is: megengedte olyan személyeknek, mint John Byner, Frank Gorshin, Rich Little és Will Jordan, hogy utánozzák őt. Johnny Carson és Joan Rivers is utánozták Sullivant. 

## Halála
1974 szeptemberében nyelőcsőrákkal diagnosztizálták. Öt héttel később, október 13-án hunyt el a New York-i Lenox Hill Hospital kórházban, két héttel a hetvenharmadik születésnapja után. A Hartsdale-i Ferncliff Cemetery temetőben helyezték örök nyugalomra.